# Radosław Owczarz
Radek Owczarz (ur. 11 stycznia 1978 we Wrocławiu) – polski perkusista, muzyk sesyjny. Obecnie członek zespołów Edyty Bartosiewicz, Patrycji Markowskiej, Gitmye Robbisz oraz Retro Funk. Od 2016 r. związany również z projektem Jan Bo, którego liderem jest Jan Borysewicz.
Grał w zespołach Kasi Kowalskiej (2004–2010), Pilichowski Band (2005–2010), Renaty Dąbkowskiej (2002–2004), The Crackers (1997–2002). Wykładowca na warsztatach muzycznych w Muzycznej Owczarni w Jaworkach. W roku 2008 brał udział w nagraniu pierwszej w Polsce jazz-rockowej koncertowej płyty DVD – Electric Live at Art.Bem. 28 sierpnia 2010 grał w zespole Edyty Bartosiewicz na koncercie zapowiadającym powrót Edyty na scenę podczas Orange Warsaw Festival.

## Wybrana dyskografia
- Wojciech Pilichowski – Bass Connection (2006, DVD, Riff)[4]
- Pilichowski Band – Electric Live at Art.Bem (2008, CD/DVD, Riff)[3]
- Pilichowski Band – Live Satyrblues Festival (2008, CD/DVD, Rec Records)[5]
- Wojciech Pilichowski – Fair of Noise (2010, Universal Music)[6]
- Urszula – Eony snu (2013, Universal Music Polska)[7]
- Ira – X (2013, My Music)[8]
- Edyta Bartosiewicz – Renovatio (2013, Parlophone Music Polska)[9]
- Patrycja Markowska – Patrycja Markowska na żywo (2015, J&J Music Art)[10]
- OCN – Demon i karzeł (2015, Warner Music Poland)[11]
- Jan Bo – Kawa i dym (2016, Polskie Radio)

## Filmografia
- 2009 Złoty środek (nagranie perkusji)[12]